# Австралийская станция
Австрали́йская ста́нция (англ. Australia Station) — самостоятельное командование в составе Королевского флота, существовавшее с 1859 по 1913 годы. Отвечало за воды, омывающие Австралийский континент и прилегающие владения.

## История
Сразу после основания колонии Новый Южный Уэльс корабли, действовавшие в австралийских водах, входили в Ост-Индскую станцию. Начиная с 1820 года с неё ежегодно направлялся корабль в Новый Южный Уэльс, а иногда в Новую Зеландию. В 1848 году из Ост-Индской станции был выделен австралийский дивизион. Но уже в 1859 году Адмиралтейство создало самостоятельное командование, Австралийскую станцию. Её возглавил Главнокомандующий в Австралии (англ. Commander-in-Chief, Australia) в звании коммодор. Приписанные корабли сводились в Австралийскую эскадру (англ. Australian Squadron).
Одной из причин создания станции явилось ухудшение ситуации в западной части Тихого океана, в особенности на Таити и в Новой Зеландии. В 1884 году должность главнокомандующего стал занимать контр-адмирал.
На момент создания зона ответственности включала Австралию и Новую Зеландию, с восточной границей по Самоа и Тонга, западной по Индийскому океану, до меридиана Индии, и южной по южному полярному кругу. Зона несколько раз пересматривалась. При наибольшем росте простиралась от экватора до Антарктики и до Меланезии и Полинезии, занимая четверть окружности Земли по долготе. С 1902 года станцию возглавлял вице-адмирал.
В 1913 году Австралийская эскадра была распущена, а зона ответственности передана новому Королевскому Австралийскому флоту. На тот момент она включала Австралию и её островные владения к северу и востоку. Одновременно с передачей из неё была исключена Новая Зеландия, и до 1921 года передана под ответственность Китайской станции. После этого на ней была организована отдельная Новозеландская эскадра.
С 1913 года станция продолжает существовать в составе австралийского флота.

## Командующие
| Звание        | Имя                              | Вступил в должность | Оставил должность |
| ------------- | -------------------------------- | ------------------- | ----------------- |
| коммодор      | Уильям Лоринг                    | 26 марта 1859       | 10 марта 1860     |
| коммодор      | Бошамп Сеймур                    | 10 марта 1860       | 21 июля 1862      |
| коммодор      | Уильям Фаркварсон Бернетт        | 21 июля 1862        | 7 февраля 1863    |
| коммодор      | сэр Уильям Вайзман               | 20 апреля 1863      | 23 мая 1866       |
| коммодор      | Рокфорт Магуайр                  | 23 мая 1866         | 28 мая 1867       |
| коммодор      | Роули Лэмберт                    | 28 мая 1867         | 8 апреля 1870     |
| коммодор      | Фредерик Стирлинг                | 8 апреля 1870       | 22 мая 1873       |
| коммодор      | Джеймс Грэм Годеноу              | 22 мая 1873         | 20 августа 1875   |
| коммодор      | Энтони Хоскинс                   | 7 сентября 1875     | 12 сентября 1878  |
| коммодор      | Джон Уилсон                      | 12 сентября 1878    | 21 января 1882    |
| коммодор      | Джеймс Эрскин                    | 21 января 1882      | 12 ноября 1884    |
| контр-адмирал | Джордж Трайон                    | 12 ноября 1884      | 1 февраля 1887    |
| контр-адмирал | Генри Фэрфакс                    | 1 февраля 1887      | 10 сентября 1889  |
| контр-адмирал | лорд Чарльз Монтегю Дуглас Скотт | 10 сентября 1889    | 12 сентября 1892  |
| контр-адмирал | Натаниель Бауден-Смит            | 12 сентября 1892    | 1 ноября 1894     |
| контр-адмирал | Сиприан Бридж                    | 1 ноября 1894       | 1 ноября 1897     |
| контр-адмирал | Хьюго Пирсон                     | 1 ноября 1898       | 1 октября 1900    |
| контр-адмирал | сэр Льюис Бомонт                 | 1 октября 1900      | 10 ноября 1902    |
| вице-адмирал  | сэр Артур Фэншоу                 | 10 ноября 1902      | 10 сентября 1905  |
| вице-адмирал  | сэр Уилмот Фокс                  | 10 сентября 1905    | 31 декабря 1907   |
| вице-адмирал  | сэр Ричард Пур                   | 31 декабря 1907     | 31 декабря 1910   |
| вице-адмирал  | сэр Джордж Кинг-Холл             | 31 декабря 1910     | 23 June 1913      |